# Antecología

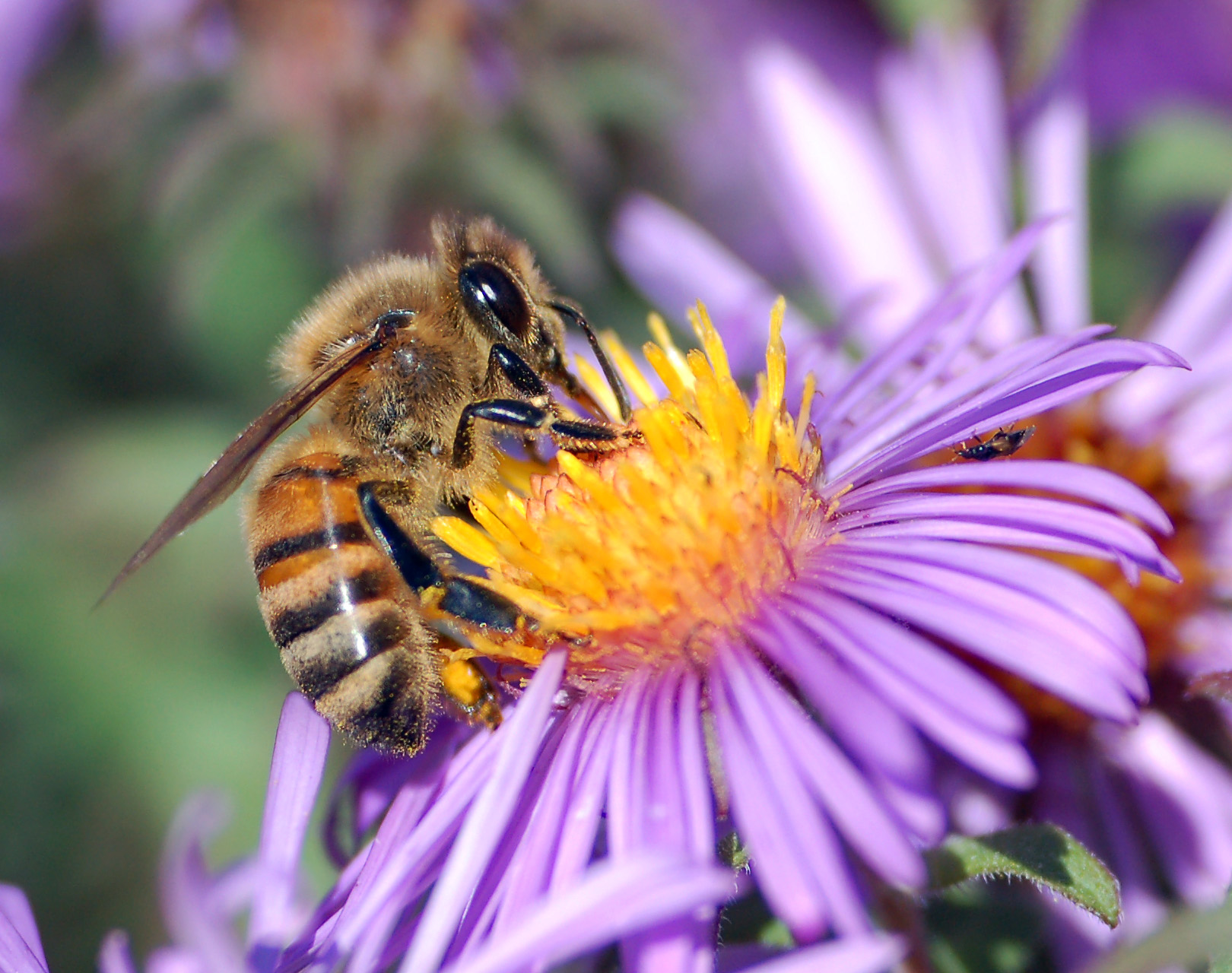
Una abeja europea recolecta néctar, mientras el polen se acumula en su cuerpo.

La antecología (a partir de ánthos, flor + ecología), o biología de la polinización, es el estudio de la polinización, así como de las relaciones entre las flores y sus polinizadores. La biología floral es un campo más amplio que incluye estos estudios. La mayoría de las plantas con flores, o angiospermas, son polinizadas por animales, y especialmente por insectos. Los principales taxones de insectos que frecuentan las flores incluyen escarabajos, moscas, avispas, abejas, hormigas, arañuelas, mariposas y polillas. Los insectos llevan a cabo la polinización cuando visitan las flores para obtener néctar o polen, para atacar a otras especies o cuando se pseudocopulan con flores que imitan a los insectos, como las orquídeas.  Las interacciones relacionadas con la polinización entre plantas e insectos se consideran mutualistas,  y las relaciones entre las plantas y sus polinizadores probablemente han conducido a una mayor diversidad de las angiospermas y de los animales que las polinizan.
La antecología reúne muchas disciplinas, como la botánica, la horticultura, la entomología y la ecología.

## Historia

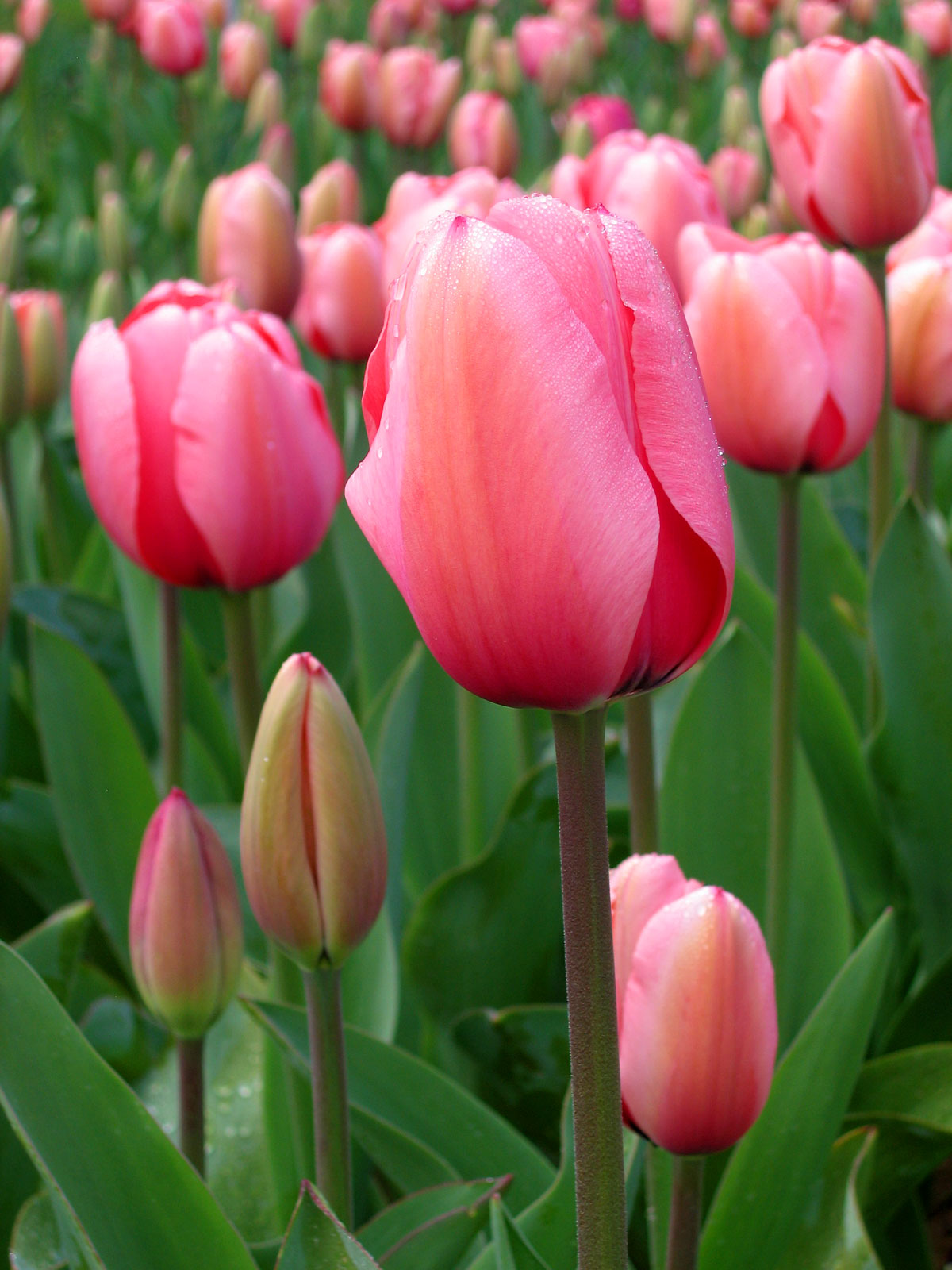
El tulipán fue un tema de estudio popular entre los primeros anticólogos.

La antecología comenzó como una ciencia descriptiva basada en la observación, y más recientemente se ha basado en estudios cuantitativos y experimentales.
En el siglo XVII, la naturaleza sexual de la reproducción de plantas se reconoció tras el trabajo de Nehemiah Grew y los experimentos de Rudolf Jakob Camerarius, quien demostró que las plantas pistiladas necesitan órganos masculinos y femeninos para la reproducción. Los tulipanes y el maíz fueron temas de estudio populares durante ese tiempo. En 1735, Carl Linnaeus desarrolló un «sistema sexual» de clasificación de plantas de semillas. A mediados y finales del siglo XVIII, Joseph Gottlieb Kölreuter demostró que el polen debe transferirse del estambre al estigma para que se produzca la reproducción, y también aclaró la distinción entre el néctar y la miel.
A finales del siglo XVIII, Christian Konrad Sprengel mostró evidencias de que las flores atraían a los insectos y los recompensaban con néctar. Tras el surgimiento de la teoría de la evolución darwiniana a fines del siglo XIX, los científicos se interesaron por la ventaja selectiva de la polinización cruzada. En un libro de 1873,  Hermann Müller  hizo observaciones detalladas de las relaciones particulares entre ciertos insectos y ciertas plantas con flores, llamadas síndromes de polinización, y Paul Knuth realizó encuestas exhaustivas adicionales.
La antecología entró en declive durante varias décadas, pero el campo se mantuvo vivo por varios estudios, incluidos los realizados con abejas melíferas por Karl von Frisch a mediados del siglo XX.
La antecología resurgió en el siglo XX durante el surgimiento del neodarwinismo. Las interacciones específicas entre plantas e insectos se documentaron aún más, con énfasis en la antecología tropical, la antecología comparada y la coevolución.
Hoy, la biología de la polinización ha atraído la atención de científicos, gobiernos, y los medios de comunicación, tras las observaciones de la rápida disminución de los polinizadores a finales del siglo XX, incluida la desaparición repentina e inexplicable de las abejas melíferas en un fenómeno conocido como problema de colapso de colonias.